# Ernst von Seherr-Thoß
Ernst Heinrich Leopold Graf von Seherr-Thoß (* 4. August 1786 im Schloss Dobrau; † 9. Januar 1856 oder 19. Januar 1856 ebenda) war ein deutscher Offizier und Gutsbesitzer.

## Leben

### Familie
Ernst von Seherr-Thoß war der Sohn des Großgrundbesitzers und Mitbegründers der Schlesischen Landschaft Graf Heinrich Leopold von Seherr-Thoß (* 29. Oktober 1734 im Schloss Weigelsdorf; † 24. Juni 1804 ebenda), Herr auf Weigelsdorf, Dobrau, Kieferstädtel, Bitschin, Hertwigswalde, Schönheide im Landkreis Frankenstein, Quickendorf und Moschen, Ober-Landmundschenk in Schlesien und Direktor der Fürstentum-Landschaft Münsterberg-Frankenstein und dessen Ehefrau in zweiter Ehe Henriette Wilhelmine (* 10. August 1745 in Lausigk; † 25. April 1811 in Schloss Weigelsdorf), Tochter von Ferdinand Friedrich Wilhelm von Zollikofer von Altenklingen (1699–1745), Hauptmann der Garde zu Fuß; sie war die Schwester seiner ersten Ehefrau. Sein Schwager war der Generalmajor Friedrich Heinrich Wilhelm von Zollikofer.
Sein Bruder war:
- Graf Heinrich Leopold von Seherr-Thoß (* 1. Januar 1785; † 18. August 1837), erbte nach dem Tode des Vaters die Herrschaften Bitschin und Kieferstädtel und war der Stifter des älteren Astes des älteren gräflichen Hauses.

Aus der ersten Ehe seines Vaters mit Charlotte Wilhelmine von Zollikofer von Altenklingen (1735–1776) gab es noch sieben Halbgeschwister, von denen drei bereits früh verstarben. Von den verbliebenen vier Schwestern sind namentlich bekannt:
- Gräfin Charlotte von Seherr-Thoß (* 13. Mai 1764; † 15. August 1815), verheiratet mit August Detleff von Schlippenbach (1736–1810).

Am 16. Oktober 1808 heiratete er Agnes Reichsfreiin von Loën (* 17. Dezember 1783 in Dessau; † 13. Oktober 1832 in Dobrau), jüngste Tochter von Johann Jost Reichsfreiherr von Loën (1737–1803), Herr auf Cappeln und Tecklenburg und dessen Ehefrau Henriette Katharina Agnes von Anhalt-Dessau (1744–1799). Gemeinsam hatten sie drei Söhne und fünf Töchter und er begründete damit den jüngeren Ast des älteren gräflichen Hauses:
- Amalie Charlotte Agnes von Seherr-Thoss (* 8. Juli 1809; † 1. August 1878), verheiratet mit Bernhard Joseph von Stolberg-Stolberg (* 30. April 1803 in Münster; † 21. Januar 1859);
- Leopold Heinrich Ludwig Hermann Graf von Seherr-Thoß (* 3. Juli 1810 in Dobrau; † 19. Mai 1893 in Wiesbaden); verheiratet mit Olga (* 22. August 1827 in Kamienitz; † 11. Juli 1909 in Dobrau), eine Tochter von Ernst Karl von Strachwitz und Gross Zauche (1799–1869);
- Louise Thusnelda von Seherr-Thoß (* 2. August 1812 in Dobrau; 26. Dezember 1875 in Meffersdorf bei Pobiedna im Kreis Lauban), verheiratet mit Gustav von Saldern-Plattenburg (20. Januar 1810 in Plattenburg; † 14. März 1876 in Meffersdorf);
- Ernestine Ida von Seherr-Thoß (* 15. März 1814; † unbekannt), verheiratet mit Karl Emil von Hohenthal (* 8. Oktober 1808; † unbekannt) Herr auf Dölkau, Kötzschlitz, Günthersdorf und Altranstädt sowie Besitzer von Hohmanns Hof in Leipzig; Ehrenritter des Johanniterordens, königlich preußischer Kammerherr, Mitglied des Preußischen Herrenhauses auf Lebenszeit und Provinzial-Landtagsabgeordneter für den Landschaftsbezirk Obersachsen[3];
- Hildegard Adelheid von Seherr-Thoß (* 24. Juli 1816; † 19. November 1891), verheiratet mit Freiherr Julius von Loën (* 29. Juli 1816; † 8. Juni 1862);
- Pauline Agnes Blanca von Seherr-Thoß (* 18. Februar 1818; † unbekannt), verheiratet mit Karl von Bärensprung;
- Octavius Manfred von Seherr-Thoß (1827–1911), Rittergutbesitzer und Parlamentarier; verheiratet in 1. Ehe mit Eugenie (* 20. Juni 1828 in Raudnitz; † 22. März 1876 in Weigelsdorf), Tochter von Conrad Michael Anton von Sternberg (1798–1860) und in 2. Ehe mit Helene (* 25. Juli 1853 in Dresden; † Dezember 1912 in München), geb. von Monibé;
- Olga von Seherr-Thoss

### Werdegang
Bereits in seiner Jugend wurde Ernst von Seherr-Thoß zum Soldaten erzogen und setzte diese Ausbildung in Berlin und Dessau fort.
1804 trat er als Kornett in das Kürassier-Regiment Karl Wilhelm von Bünting ein und wurde noch im gleichen Jahr zum Leutnant befördert. In diesem Jahr verstarb auch sein Vater, der testamentarisch verfügte, dass er die Herrschaft Dobrau mit den dazu gehörigen Gütern in Oberschlesien erben soll. Er ließ den Besitz unter die Aufsicht seiner Mutter stellen und verfolgte weiter seine militärische Laufbahn.
Am 16. Oktober 1806 zerschmetterte in Auerstedt, während einer Attacke auf ein französisches Karree bei der Schlacht bei Jena und Auerstedt, ein Geschoss seine obere Kinnlade und verletzte den Gaumen schwer. Er wurde später durch zwei französische Soldaten geborgen und in ein Lazarett gebracht. Als er transportfähig war, kam er zu weiteren Heilung nach Wien.
Nachdem er zwei Jahre später heiratete, trat er sein Erbe an und wurde schon 1810 Landesältester der oberschlesischen Fürstentums-Landschaft, in diesem Amt blieb er bis 1851.
Er gehörte zu den Beiräten, die vom Staatsrat bei der Einführung der provinzialständischen Verfassung 1822 einberufen wurden, später gehörte er dem schlesischen Provinziallandtag an.
1838 erbte er nach dem Tod seines Bruders Graf Heinrich Leopold von Seherr-Thoß dessen Güter.
Die Güter waren:
- Dominium zu Ober und Unter Schwerta[4] (Queiskreis)

## Trivia
Die Großeltern seiner Ehefrau waren Johann Michael von Loën (1694–1776), Schriftsteller, Gelehrter und Staatsmann und dessen Ehefrau Katharina Sibylla Lindheimer, die Schwester von Johann Wolfgang von Goethes Großmutter Anna Margaretha Lindheimer (1711–1783).

## Ehrungen und Auszeichnungen
1812 erhielt er vom König Friedrich Wilhelm III. den Königlich Preußischen St. Johanniterorden und nach der Reorganisation des Ordens und der Wiederherstellung des Herrenmeistertums wurde er zum Mitglied des Konvents der schlesischen Genossenschaft des Ordens gewählt und empfing am 25. Juni 1854 von Herrenmeister Prinz Carl von Preußen den Ritterschlag.